# ديميتريوس اليفثيربولوس
ديميتريوس اليفثيربولوس (باليونانية: Δημήτρης Ελευθερόπουλος)‏ (7 أغسطس 1976 ببيرايوس في اليونان - ) هو مدرب كرة قدم ولاعب كرة قدم يوناني في مركز حراسة المرمى. شارك مع منتخب اليونان لكرة القدم. أما مع النوادي، فقد لعب مع إيه سي ميلان وباس جيانينا ونادي أسكولي ونادي أولمبياكوس ونادي بانيونيوس ونادي روما ونادي سيينا ونادي مسينا وProodeftiki F.C. ‏ ونادي إيراكليس.

## مسيرته الكروية
لعب ديميتريوس اليفثيربولوس خلال مسيرته الاحترافية مع 10 أندية في تسعة عشر موسمًا ولم يسجل خلالها أي هدف ضمن 274 مباراة. حيث فاز في موسم واحد بالكأس وفي سبعة مواسم بالدوري.
خاض ديميتريوس اليفثيربولوس مسيرته مع نادي أولمبياكوس في موسم 1994–95 في المرة الأولى لمدة موسم واحد ثم في موسم 1996–97 ليلعب معه ثمانية مواسم، مشاركًا طوالها في 152 مباراة ولم يسجل أي هدف. ثم انتقل إلى Proodeftiki F.C. ‏ في موسم 1995–96 لمدة موسم واحد، حيث شارك في 30 مباراة ولم يسجل أي هدف أيضًا. لينتقل بعدها إلى نادي مسينا في موسم 2004–05 لمدة موسم واحد، مشاركًا في 10 مباريات ولم يسجل أي هدف أيضًا. ثم انتقل إلى نادي روما في موسم 2005–06 لمدة موسم واحد، لم يشارك في أي مباراة ولم يسجل أي هدف أيضًا. هذا وانتقل لاحقًا إلى نادي أسكولي في موسم 2006–07 لمدة موسم واحد، مشاركًا في 14 مباراة ولم يسجل أي هدف أيضًا. ثم انتقل بعدها إلى نادي سيينا في موسم 2007–08 ولمدة موسمين، مشاركًا في 14 مباراة ولم يسجل أي هدف أيضًا. ليعود وينتقل من جديد، لكن هذه المرة إلى نادي باس جيانينا في موسم 2009–10 لمدة موسم واحد، مشاركًا في 16 مباراة ولم يسجل أي هدف أيضًا. لينتقل بعدها إلى نادي إيراكليس في موسم 2010–11 لمدة موسم واحد، مشاركًا في 26 مباراة ولم يسجل أي هدف أيضًا. ثم لعب في نادي بانيونيوس في موسم 2011–12 لمدة موسم واحد، مشاركًا في 12 مباراة ولم يسجل أي هدف أيضًا.

## وصلات خارجية
- ديميتريوس اليفثيربولوس على موقع الاتحاد الأوربي (الإنجليزية)
- ديميتريوس اليفثيربولوس على موقع قاعدة بيانات كرة القدم.إي يو (الإنجليزية)
- ديميتريوس اليفثيربولوس على موقع ناشيونال فوتبول تيمز (الإنجليزية)
- ديميتريوس اليفثيربولوس على موقع Soccerbase.com (لاعب) (الإنجليزية)
- ديميتريوس اليفثيربولوس على موقع Soccerway.com (الإنجليزية)
- ديميتريوس اليفثيربولوس على موقع عالم كرة القدم.نت (الإنجليزية)